# Sepino
Sepino est une commune italienne de la province de Campobasso, dans la région Molise.

## Géographie

### Communes limitrophes
Cercemaggiore, Cercepiccola, Guardiaregia, Morcone, Pietraroja, San Giuliano del Sannio, Sassinoro

## Toponymie

### Attestations
- Antiquité : Saepinum[réf. nécessaire].

## Politique et administration

### Liste des maires
| Période                                  | Période | Identité | Étiquette | Qualité |
| ---------------------------------------- | ------- | -------- | --------- | ------- |
|                                          |         |          |           |         |
| Les données manquantes sont à compléter. |         |          |           |         |

## Culture locale et patrimoine

### Personnalités liées à la commune
- Vincenzo Tiberio (Sepino, 1869-Naples, 1915), médecin, considéré par certains comme le découvreur de la pénicilline.

### Héraldique, logotype et devise
|  | Sepino possède des armoiries dont l'origine et le blasonnement exact ne sont pas disponibles. |